# Bouldering

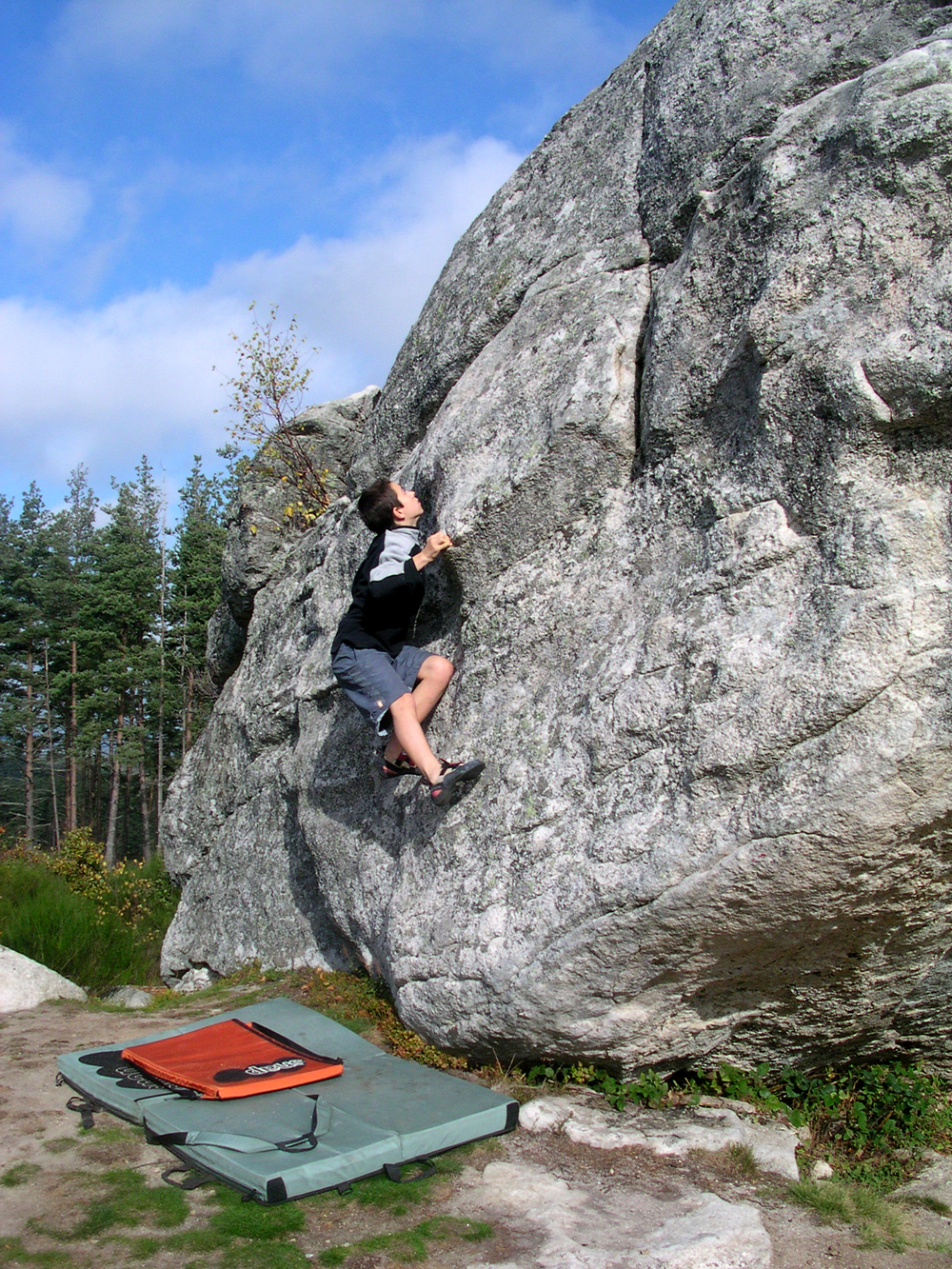
Boulderista s bouldermatkou

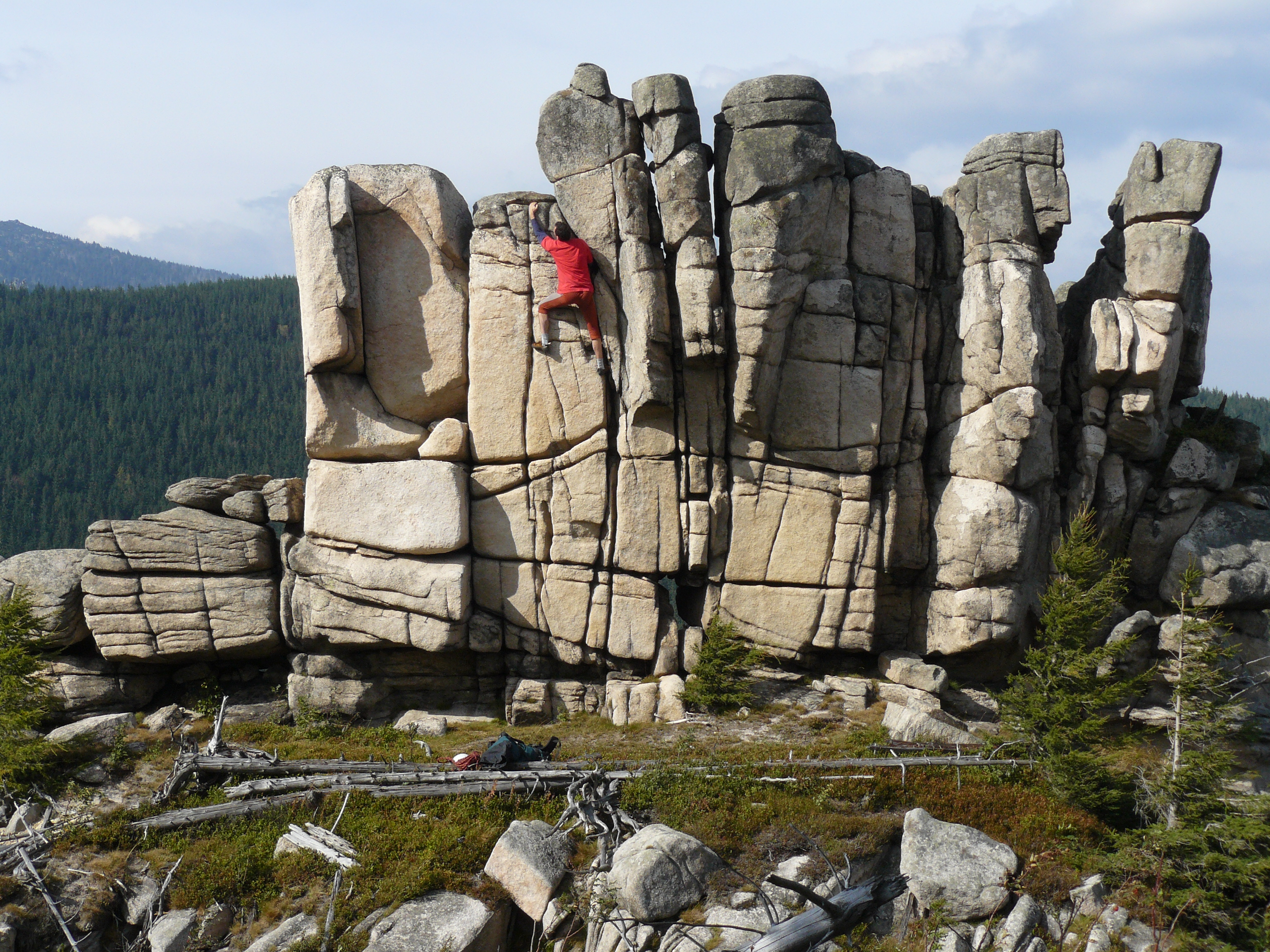
Highball – Ptasie skały v Krkonoších

Bouldering je druh lezení provozovaný bez lana na malých skalních blocích nebo nízkých skalách několik metrů nad zemí. Název pochází z anglického slova boulder („balvan“). V současnosti[kdy?] získává velkou popularitu hlavně u začínajících lezců, mj. i díky své nenáročnosti na vybavení a zkušenosti.

## Historie
Průkopníky boulderingu se stali Britové v 80. letech 19. století. Původně byl však bouldering používán pouze jako složka tréninkového plánu horolezců, přičemž cílem přípravy byly náročnější výstupy v horách. Jako samostatnému sportu se boulderingu poprvé začal věnovat v 50. letech 20. století John Gill, přední gymnasta, který shledal „lezení po šutrech“ zábavným.

## Vybavení

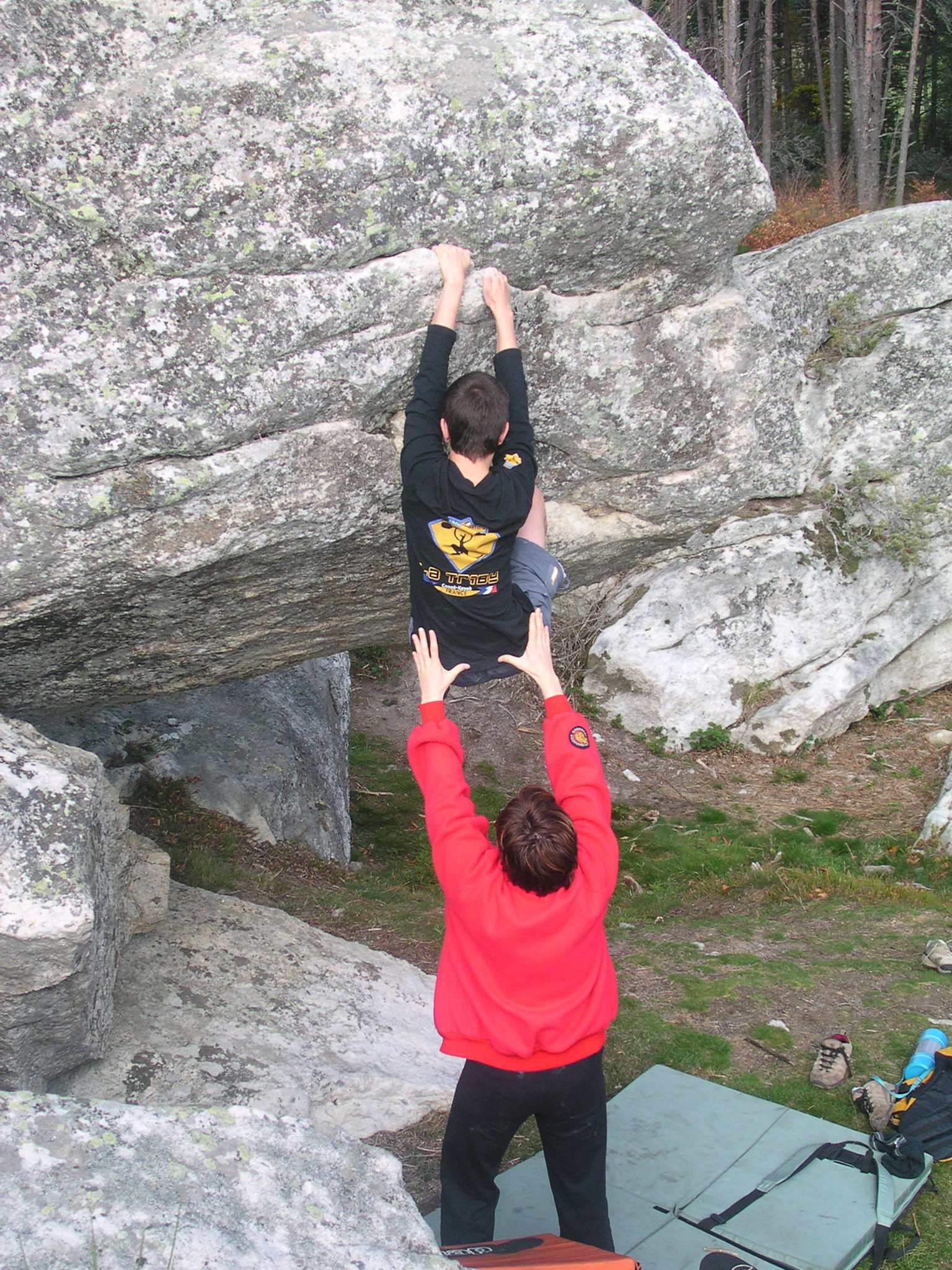
Jištění při boulderingu

K jeho provozování v zásadě není nezbytné nic – stačí ruce a nohy. Nejběžněji používaným vybavením jsou:
- lezečky, což je speciální obuv, která zároveň chrání nohu a zároveň umožňuje jemné a obratné kroky a má dobrou přilnavost ke skále
- tzv. bouldermatka, což je měkká přenosná podložka, která v případě pádu zabrání vážnějšímu zranění.
- pytlík s „magnéziem“ (zásaditý uhličitan hořečnatý) proti pocení rukou
Použití magnézia je u některých terénů kontroverzní, například na pískovcových skalách je zakázáno.
- malý kobereček, na čištění lezeček od bláta a nečistot

jiné:
- bunda (péřová), udržuje bouldristy v teple při odpočinku mezi pokusy
- kulich, v některých případech působí až úsměvně používání tohoto doplňku, dokonce se speciálně pletou, ale v zimě poskytuje při boulderingu dobrou tepelnou izolaci
- kartáček, menší kartáč s většinou kančími štětinami, který slouží k očištění skály či chytů, pro lepší tření

## Bezpečnost
Obvyklým bezpečnostním opatřením je jištění další osobou. Přitom neprobíhá pomocí lana a jisticí techniky jako v horolezectví, ale jistící zasahuje přímo pouze svýma rukama. Cílem je usměrnit pád lezce tak, aby nedopadl v nebezpečné poloze těla, např. hlavou na vyčnívající kámen. V případě nehody také další osoba může poskytnout pomoc.

## Terén
Jak z názvu vyplývá, klasickým terénem boulderingu jsou různé balvany a menší skalky. Do definice boulderingu však spadá např. i dlouhý traverz rozsáhlého skalního útvaru, pokud se lezec pohybuje nízko nad zemí.
Neostrá je také hranice, jaké skalní útvary a jakou výšku lze ještě považovat za malou. Vyšší bouldery s významným rizikem zranění nebo i smrti se v lezeckém slangu označují jako „High bally“. Lezení ve výšce v řádu desítek metrů a s velkým rizikem smrti v případě pádu by většina lezců označila spíše za skalní lezení stylem free solo. Hranice těchto lezeckých „disciplín“ jsou neostré a často subjektivní.
Bouldering lze také provozovat na umělých stěnách „bouldrovkách“, v tělocvičnách apod., které slouží hlavně k zimní přípravě.

## Závodní bouldering
V boulderingu se pořádají závody, zpočátku na přírodních kamenech, později se rozšířilo závodění na umělých strukturách. Od roku 1998 se v boulderingu pořádá série závodů Světového poháru pod hlavičkou Mezinárodní horolezecké federace (UIAA), později pod hlavičkou Mezinárodní federace sportovního lezení IFSC (International Federation of Sport Climbing), která se od UIAA oddělila v roce 2007.
V současnosti probíhá závod ve třech kolech – kvalifikace, semifinále a finále. V kvalifikaci absolvují závodníci postupně 5 boulderů. Na každý boulder mají časový limit a neomezený počet pokusů. Startuje se z označených chytů. Vylezený boulder se označuje termínem top („vrcholek“), topový chyt musí být držen oběma rukama. Kromě topu je ještě jeden nižší chyt označen jako bonus nebo zóna. Výsledek se určí sečtením dosažených topů a bonusů, při stejném počtu rozhoduje nižší počet pokusů. Výsledek se zapíše například jako 4t8 5b6, což znamená čtyři topy na 8 pokusů a 5 bonusů na 6 pokusů. Stejným způsobem se leze semifinále, kam postupuje obvykle nejlepších 16 závodníků z kvalifikace a finále, kde startuje zpravidla 6 nejlepších ze semifinále. Startovní pořadí v semifinále a finále je opačné než výsledek předchozího kola, čili vítěz semifinále nastupuje do finále poslední, což je divácky atraktivnější.
Při rovnosti výsledku finále rozhoduje výsledek ze semifinále. Obtížnost boulderů od kvalifikace k finále obvykle graduje, prodlužuje se čas na pokusy, v semifinále a finále se obvykle lezou jen 4 bouldery. Závodníci lezou tzv. on sight („dle pohledu“), před závodem si mohou v daném časovém limitu prohlédnout postavené bouldery ze země a osahat si první chyty. Poté jsou odvedeni do izolace, odkud nevidí lézt své soupeře. Po vyvolání z izolace lezec zkouší první boulder. Po úspěchu nebo vypršení limitu má jedno kolo odpočinek v izolaci, zatímco na své pokusy nastupuje další závodník. Poté jde první závodník na druhý boulder, druhý závodník odpočívá a na první boulder nastupuje třetí závodník a tak to jde, dokud neprojdou všichni všechny bouldery.
Od roku 2011 jsou všechny závody pořádané IFSC přenášeny internetovou televizí (kanál IFSC na Youtube).

### Závodní disciplíny
U většiny závodů světového formátu jako mistrovství světa, mistrovství Evropy a Světový pohár se závodí souhrnně ve sportovním lezení, kam patří disciplíny: lezení na obtížnost, lezení na rychlost, bouldering (pořadí, jak přibývaly postupně podle let na závodech). U světového poháru se závodníci hodnotí také v kombinaci dvou až tří disciplín dle účasti. Mistrovství nebo poháry probíhají v jednotlivých disciplínách společně i odděleně podle pořadatelů závodů (např. mistrovství světa ve sportovním lezení pro obtížnost + rychlost a Mistrovství světa v boulderingu v roce 2014 či náhradní Mistrovství Evropy v boulderingu v roce 2007). V Česku probíhají národní poháry a mistrovství pro jednotlivé disciplíny odděleně kvůli náročnosti na prostor i organizaci.

### Bouldering na olympiádě
Sportovní lezení se od roku 2005 objevuje na Světových hrách, v roce 2017 ve Vratislavi se poprvé závodilo ve všech třech disciplínách (nově i v boulderingu), což snižuje o třetinu předešlé nominační kvóty pro lezení na obtížnost a rychlost.
V roce 2016 bylo navrženo, že na Letních olympijských hrách v roce 2020 v Tokiu v se bude medailemi hodnotit pouze kombinace všech tří disciplín pro univerzálnost. Proti tomu se zvedla vlna kritiky špičkových lezců – převážně lezců na obtížnost a bouldristů, neboť tito mají od lezení na rychlost dál a různý systém hodnocení by se nutně musel promítnout do jejich přípravy i výsledků. Další možností je jednotlivé disciplíny vyhlašovat zvlášť, případně navíc hodnotit lezce i v kombinaci jako u Světového poháru.

### Mládež
Mnoho let převládalo tvrzení, že bouldering je příliš tvrdý a škodlivý pro děti a mládež během dospívání, proto se v této disciplíně nezávodilo na juniorských a dětských závodech. V posledních letech ale ve velké míře přibývá tato lezecká disciplína na mezinárodních i národních závodech. Je to dáno přibývajícím počtem a velikostí umělých boulderingových stěn, menší náročností vedení kursů pro skupiny dětí s ohledem na jejich bezpečnost, materiální vybavení i finanční zátěž, stoupající oblíbeností boulderingu nejen u rodičů dětí i nominací sportovního lezení mezi olympijské sporty. Na mistrovství světa juniorů ve sportovním lezení pořádaném od roku 1992 se v boulderingu závodí až od roku 2015, na mistrovství Evropy juniorů od roku 2013 a na Evropském poháru juniorů od roku 2011.

### Svět
- mistrovství světa
- Světový pohár
- mistrovství světa juniorů

### Evropa
- mistrovství Evropy
- mistrovství Evropy juniorů
- Evropský pohár juniorů
- Melloblocco

### Česko
- MČR v boulderingu
- Český pohár v boulderingu
- Petrohradské padání
- Mejcup
- Moravské kejkle
- Česká boulderingová liga

## Posouvání hranic obtížnosti

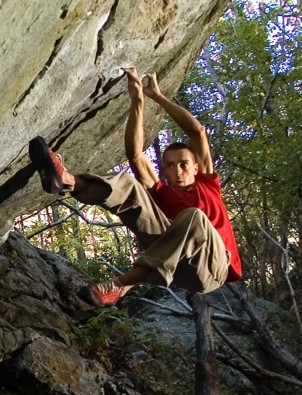
Christian Core v bouldru Gioia 8C+

- 2008: Gioia, 8C+, Varezze, Itálie, Christian Core